# Élisabeth de Luxembourg (1901-1950)
Pour les articles homonymes, voir Élisabeth de Luxembourg.
La princesse Élisabeth de Luxembourg, née le 7 mars 1901 à Luxembourg (Luxembourg) et morte le 2 août 1950 à Hohenburg, Bavière, (Allemagne de l'Ouest), est la fille de Guillaume IV, grand-duc de Luxembourg et de sa femme, l'infante Marie-Anne du Portugal.

## Jeunesse

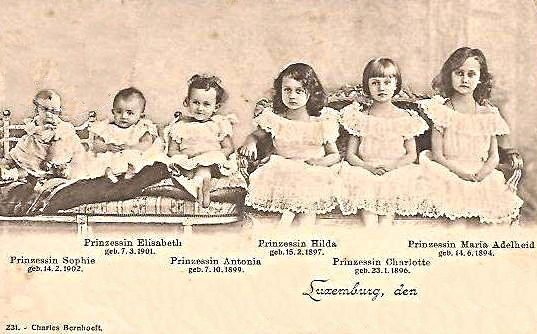
Elizabeth (deuxième à gauche) et ses sœurs vers 1902.

Elisabeth est la cinquième fille de Guillaume IV, grand-duc de Luxembourg, et de son épouse, Marie-Anne du Portugal,.
Deux de ses sœurs aînées ont régné en tant que grande-duchesse de Luxembourg et duchesse de Nassau : Marie-Adélaïde et Charlotte.
Le contrat de mariage de Guillaume IV et de Marie-Anne du Portugal précisant que les filles issues de l'union seraient catholiques et les fils protestants, Elisabeth est catholique,.

Elle grandit au Château de Berg et au Château du Hohenburg (Bavière). 

## Famille

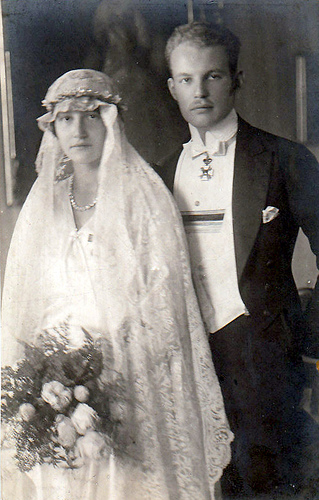
La princesse Elisabeth de Luxembourg et le prince Ludwig Philipp of Thurn und Taxis à leur mariage en 1922.

Elisabeth épouse le prince Prince Ludwig Philipp de Thurn und Taxis (en) (Louis de Tour-et-Taxis), quatrième enfant d'Albert 1er, prince de Thurn et Taxis et de son épouse l'archiduchesse Marguerite-Clémentine d'Autriche, le 14 novembre 1922 à Hohenburg, Bavière. Le couple vit au Château de Niederaichbach et a deux enfants, : 
- Prince Anselm de Thurn und Taxis (14 avril 1924-25 février 1944), tué pendant la Seconde Guerre mondiale[6],[4] ;
- Princesse Iniga de Thurn und Taxis (25 août 1925-17 septembre 2008), qui épouse le prince Eberhard d'Urach le 18 mai 1948[7]. Ils ont cinq enfants[7].

En 1933, le prince Ludwig est tué à 32 ans dans un accident de voiture à Niederaichbach, la laissant veuve.
Elisabeth décède de maladie le 2 août 1950 à l'âge de 49 ans à son domicile le château de Fischbach. Elle est enterrée à côté de son mari à l'abbaye Saint-Emmeram, à Ratisbonne.

## Titres
- 7 mars 1901-14 novembre 1922: Son Altesse grand-ducale la Princesse Elisabeth de Luxembourg
- 14 novembre 1922-2 août 1950: Son Altesse grand ducale la Princesse Elisabeth de Thurn et Taxis